# Айраска
Айраска (итал. и пьем. Airasca) — коммуна в Италии, расположена в области Пьемонт, подчинена административному центру Турин (провинция).
Население составляет 3656 человек, плотность населения составляет 209 чел./км². Занимает площадь 15,7 км². Почтовый индекс — 10060. Телефонный код — 00011.
Покровителем города считается святой Варфоломей. Праздник города ежегодно празднуется 24 августа.